# مقاطعة وينستون (ألاباما)
مقاطعة وينستون (بالإنجليزية: Winston County, Alabama)‏ هي إحدى مقاطعات ولاية ألاباما في الولايات المتحدة. تأسست سنة 1850، بلغ عدد سكانها 24484 نسمة في عام 2010 حسب إحصاء مكتب تعداد الولايات المتحدة .

## وصلات خارجية
- http://www.winstoncountyalabama.org/